# Charles Ginoux
Pour les articles homonymes, voir Ginoux.
Charles Ginoux, né le 23 octobre 1817 à Toulon, où il est mort le 10 janvier 1900, est un peintre français.

## Biographie
Charles Ginoux est l'élève de Vincent Courdouan et de l'atelier de sculpture du port de Toulon.
Il entre ensuite dans les ateliers de Paulin Guérin et de Paul Delaroche à l'École des beaux-arts de Paris.
Il expose au Salon de 1844 à 1846, année où sa ville natale lui accorde une bourse d'études qui lui permet de se rendre en Italie.
De retour à Toulon, il est nommé professeur de dessin au collège. Il peint des portraits et des tableaux religieux.

## Œuvres

### Peintures
Quelques-unes de ses œuvres se trouvent au musée d'art de Toulon (Le bon Samaritain, Magdeleine au désert, Tobie rendant la vue à son père, Vieille toulonnaise, Les Marins du Vengeur etc.) et au musée d'art et d'histoire de Draguignan (Agar dans le désert).

### Publications
Correspondant à Toulon du comité des sociétés des beaux-arts et membre depuis 1849 de l'Académie du Var, il est l'auteur de nombreuses publications dont :
- Charles Ginoux, Notice historique sur les églises de deux cantons de Toulon et description d'objet d'art qu'elles renferment, 1895 (lire en ligne)[2]
- Charles Ginoux, Peintres, sculpteurs, architectes et autres artistes nés à Toulon ou y ayant vécu ( 1366-1893 )., Toulon, Charavay, 1895, 184 p.
- Charles Ginoux, Les arts du dessin et l'école de Puget à Toulon, Toulon, L. Laurent, 1881, 115 p.
- Charles Ginoux, Notice historique sur le portique et les cariatides de Pierre Puget, Paris, E. Plon, Nourrit et Cie, 1886, 36 p. (lire en ligne)
- Charles Ginoux, Les écoles d'art à Toulon (1640-1887). Jean-baptiste de La Rose, peintre du roi. La bastide de Pierre Puget à Ollioules., Paris, Plon, 1887, 32 p. (lire en ligne)
- Charles Ginoux, Notice historique et statistique sur la commune de La Garde-près-Toulon et sur l'ex-commune de Sainte-Marguerite, Toulon, A. Isnard & Cie, 1885, 123 p. (lire en ligne)